# 二ノ宮愛子
二ノ宮 愛子（にのみや あいこ、5月20日 - ）は、日本の女性声優。神奈川県出身。フリー。

## 略歴
日本ナレーション演技研究所卒業。

## 人物
特技はフラフープ、動物の物真似。趣味はイラスト、バルーンアート、海外サッカー観戦。

## 出演

### テレビアニメ
2016年
- 虹色デイズ（5組女子）
- 坂本ですが?（女子児童）
- ラブライブ!サンシャイン!!（2016年 - 2017年、女子生徒） - 2シリーズ

2017年
- いつだって僕らの恋は10センチだった。（生徒）
- アイドルマスター SideM（観客）

2019年
- FAIRY TAIL（ジュリエット・サン、赤ん坊エルザ、子供）

2020年
- 無能なナナ（風間シンジ）

2021年
- ログ・ホライズン 円卓崩壊（カルーア、ハーシア、アシュリン、デス・ゲイザー）
- チート薬師のスローライフ〜異世界に作ろうドラッグストア〜（次女）
- 月が導く異世界道中（リノン）
- Sonny Boy（のと、生徒）

2022年
- 佐々木と宮野（店員、女子生徒、藤見幸）
- Extreme Hearts（NaO）
- 転生したら剣でした（女魔導士）

### 劇場アニメ
- 映画 妖怪ウォッチ FOREVER FRIENDS（2018年）

### ゲーム
2015年
- windsoul（ファナティック）
- 家電少女（ここ）
- ぎゃる☆がん だぶるぴーす（半場翠・寿林檎）
- サウザンドメモリーズ（逍遥の魔究師スゥ・儀錫の祓呪師カリム）
- ファイナルファンタジーXIV 新生エオルゼア（マエリ）
- メビウス ファイナルファンタジー（モーグリ族）
- レーシング娘。（宗田聖）
- LORD of VERMILION Re:3（2015年 - 2017年、VRナイトメア 他）

2016年
- AKIBA'S TRIP Festa!（砂金・エロイーズ）
- 黄金爆走デコトラ☆プリンセス（レイナ）
- Girls On Metal（アイリーン、ジェシカ、ステファニー、平田亜紀、本多涼子、モリー）
- クローズ BURNING EDGE
- サッカースピリッツ
- サムライライジング
- ビーナスイレブンびびっど!（宗像あいり）
- フィギュアヘッズ（ロザリア）

2017年
- アルテイルクロニクル（キャサリーン）
- グラフィティスマッシュ（ローネ）
- LORD of VERMILION IV（2017年 - 2018年、マーチヘア、ペペ、シスル、かたきらうわ、ナイトメア、ECRナイトメア）

2018年
- 温泉むすめ ゆのはなこれくしょん（霧島黒恵）

2019年
- アルテイルNEO（宝石獣の娘コリーナ、森茸の娘ロマーヌ、守りての娘フィエルテ、妖精騎士トルテ）
- 黒い砂漠
- グリムエコーズ（チェシャ猫）

2020年
- ファントム オブ キル（イチイバル・神令・オーディン）

時期未定
- Gate of Nightmares（ユーフォリア）

### ドラマCD
- 俺様ティーチャー
- 恋色始標 FILM.6
- 消滅都市
- できちゃった男子-波留日のカレシ編-
- 抱かれたい男1位に脅されています。2・3
- 双子の魔法使いリコとグリ スィートドラマ3（ヘアメイク[18]）

### その他コンテンツ
- 温泉むすめ（霧島黒恵[19]）
- オーディオブック・余命10年（2018年、ナレーター[20]）

## ディスコグラフィ

### キャラクターソング
| 発売日        | 商品名                  | 歌 | 楽曲                         | 備考                                                              |
| ------------- | ----------------------- | --- | ---------------------------- | ----------------------------------------------------------------- |
| 2018年1月31日 | Journey to the Sunshine | Aqoursと浦の星の仲間たち | 「勇気はどこに？君の胸に！」 | テレビアニメ『ラブライブ！サンシャイン!!』第2期エンディングテーマ |
| 2020年8月14日 | Command ON Summer!      | ヒョウハ・神令・テュール（角元明日香）、ロジェスティラ・神令・スクルド（堀場美希）、オルフェウス・神令・フォルセティ（平流エレン）、如意金箍棒・神令・フリッグ（田中音緒）、ミュルグレス・神令・トール（岩井映美里）、イチイバル・神令・オーディン（二ノ宮愛子） | 「Command ON Summer!」       | ゲーム『ファントム オブ キル』テーマソング                        |
| 2020年9月30日 | summer steady go        | ヒョウハ・神令・テュール（角元明日香）、ロジェスティラ・神令・スクルド（堀場美希）、オルフェウス・神令・フォルセティ（平流エレン）、如意金箍棒・神令・フリッグ（田中音緒）、ミュルグレス・神令・トール（岩井映美里）、イチイバル・神令・オーディン（二ノ宮愛子） | 「Party “ON” MIX」           | ゲーム『ファントム オブ キル』関連曲                              |